# Umut Utku Tekoğlu
Umut Utku Tekoğlu (* 25. August 1993 in Elazığ) ist ein türkischer Fußballspieler.

## Spielerkarriere
Tekoğlu erlernte das Fußballspielen in den Nachwuchsabteilung des osttürkischen Vereins Elazığspor, dem bekanntesten Sportverein seiner Heimatstadt Elazığ. Im Frühjahr 2012 wurde er bei diesem Klub mit einem Profivertrag ausgestattet und anschließend für die Rückrunde der Spielzeit 2011/12 an den Viertligisten Afyonkarahisarspor ausgeliehen. Nachdem er in der Spielzeit 2012/13 für die Reservemannschaft des Vereins tätig gewesen war, wurde Tekoğlu für die Saison 2013/14 an den Drittligisten Elazığ Belediyespor ausgeliehen. Bereits zum Frühjahr 2014 kehrte er vorzeitig zu Elazığspor zurück und spielte bis zum  Saisonende für die Reservemannschaft. Im Sommer 2014 wurde er dann beim Zweitligisten, der wegen finanzieller Engpässe auf seine Nachwuchs- und Reservespieler zurückgreifen musste, in den Profikader aufgenommen.